# Dionisij Ljachovič
Dionisij Ljachovič, noto anche come Dionisio Paulo Lachovicz (Itaiópolis, 2 luglio 1946), è un vescovo cattolico ucraino naturalizzato italiano, dal 7 marzo 2025 esarca apostolico emerito d'Italia.

## Biografia
Nasce a Pombas, nel comune di Itaiópolis, nello stato brasiliano di Santa Catarina, il 2 luglio 1946.

### Formazione e ministero sacerdotale
Riceve la sua istruzione secondaria e formazione spirituale iniziale presso il Seminario teologico dei padri basiliani a Curitiba. Nel 1962 entra nell'Ordine basiliano di San Giosafat. Continua la sua preparazione al sacerdozio presso le istituzioni cattoliche di istruzione superiore in Brasile e Roma, dove ottiene la licenza in teologia, presso il Pontificio ateneo Sant'Anselmo.
Il 30 gennaio 1964 emette i primi voti, mentre il 30 marzo 1970 la professione solenne, a Roma, nel suo ordine di appartenenza. Nel 1972 è ordinato diacono dal vescovo José Romão Martenetz e l'8 dicembre dello stesso anno presbitero, nella chiesa della Sacra Famiglia ad Iracema, presso Itaiópolis, dal vescovo Efraím Basílio Krevey.
Tra il 1980 e il 1982 studia per la specializzazione in filosofia presso la Pontificia Università Gregoriana.
Successivamente svolge varie attività pastorali, insegnando filosofia e teologia presso le istituzioni educative dei padri basiliani in Brasile. Nel 1991 si reca in Ucraina, dove fonda il seminario filosofico dei padri basiliani a Žovkva; è anche insegnante di filosofia presso l'istituto teologico-catechistico di Ivano-Frankivs'k. Nel 1994 è nominato rettore dell'Istituto basiliano di studi filosofici e teologici a Zoločiv; insegna, inoltre, all'Accademia Kyiv-Mohyla e al seminario dello Spirito Santo a Leopoli. Dal 1996 al 2004 è protoarchimandrita, ovvero superiore generale, dell'Ordine basiliano di San Giosafat.

### Ministero episcopale
Il 21 dicembre 2005 papa Benedetto XVI conferma la sua elezione a vescovo di curia dell'arcivescovato maggiore di Kiev-Halyč fatta dal Sinodo dei vescovi della Chiesa greco-cattolica ucraina e lo nomina vescovo titolare di Egnazia. Il 26 febbraio 2006 riceve l'ordinazione episcopale, nella chiesa di San Giosafat a Prudentópolis, dal cardinale Ljubomyr Huzar, co-consacranti l'arcivescovo Stephan Soroka e il vescovo Efraím Basílio Krevey.
Il 19 gennaio 2009 lo stesso papa lo nomina visitatore apostolico per i fedeli cattolici ucraini di rito bizantino residenti in Italia e Spagna; succede a Kyr Hlyb Borys Sviatoslav Lonchyna.
Dal 9 giugno 2016, dopo la creazione dell'ordinariato di Spagna per i fedeli di rito orientale, rimane visitatore apostolico soltanto in Italia.
L'11 luglio 2019 papa Francesco erige l'esarcato apostolico d'Italia e lo affida, in qualità di amministratore apostolico sede vacante, al cardinale Angelo De Donatis che, il 3 settembre successivo, nomina il vescovo Ljachovič suo delegato ad omnia, concedendogli la guida dell'esarcato in sua vece.
Il 24 ottobre 2020 lo stesso papa lo nomina primo esarca dell'esarcato apostolico d'Italia; il 1º dicembre seguente prende possesso della sede, nella cattedrale dei Santi Sergio e Bacco degli Ucraini.
Il 7 marzo 2025 lo stesso papa accoglie la sua rinuncia al governo pastorale dell'esarcato presentata per raggiunti limiti d'età.

## Genealogia episcopale
La genealogia episcopale è:
- Patriarca Geremia II Tranos
- Arcivescovo Michal Rahoza
- Arcivescovo Hipacy Pociej
- Arcivescovo Iosif Rucki
- Arcivescovo Antin Selava
- Arcivescovo Havryil Kolenda
- Arcivescovo Kyprian Žochovs'kyj
- Arcivescovo Lev Zaleski
- Arcivescovo Jurij Vynnyc'kyj
- Arcivescovo Luka Lev Kiszka
- Vescovo György Bizánczy
- Vescovo Inocențiu Micu-Klein, O.S.B.M.
- Vescovo Mihály Emánuel Olsavszky, O.S.B.M.
- Vescovo Vasilije Božičković, O.S.B.M.
- Vescovo Grigore Maior, O.S.B.M.
- Vescovo Ioan Bob
- Vescovo Samuel Vulcan
- Vescovo Ioan Lemeni
- Arcivescovo Spyrydon Lytvynovyč
- Arcivescovo Josyf Sembratowicz
- Cardinale Sylwester Sembratowicz
- Arcivescovo Julian Kuiłovskyi
- Arcivescovo Andrej Szeptycki, O.S.B.M.
- Cardinale Josyp Slipyj
- Cardinale Ljubomyr Huzar, M.S.U.
- Vescovo Dionisij Ljachovič, O.S.B.M.